# Sillería del coro

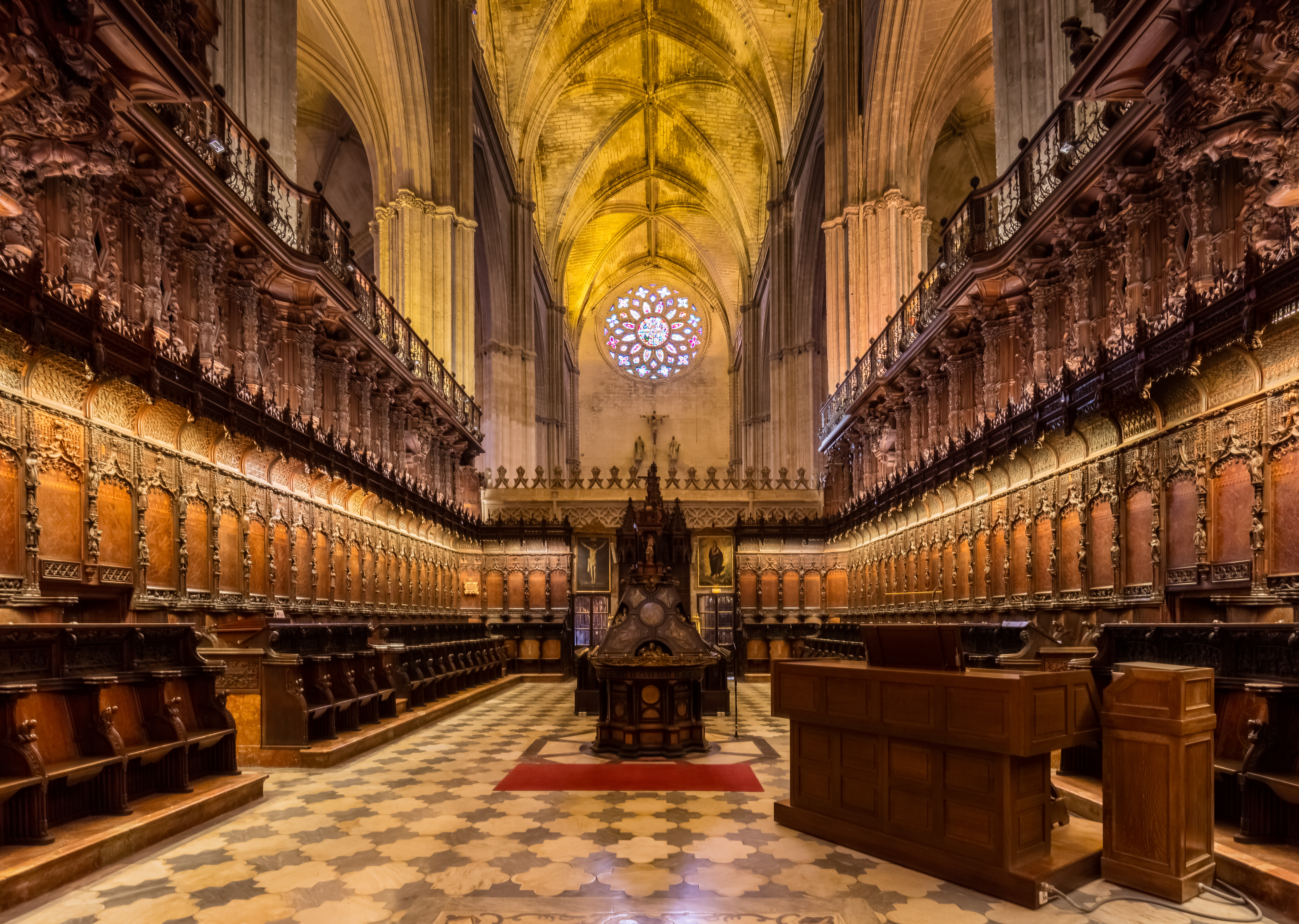
Sillería del coro de la catedral de Sevilla (España).

La sillería del coro son los asientos de madera que se encuentran a ambos lados del coro de una iglesia y se reservan para los miembros del clero.

## Características
Los asientos de la sillería, llamados estalos se organizan en dos niveles para las dos categorías de clérigos: las sillas altas están destinadas a los canónigos y las bajas a los titulares (aquellos que tienen un título eclesiástico).
Los asientos son plegables y desmontables y cuentan con un soporte denominado "misericordia", que servía como apoyo disimulado para el tiempo que se estaba de pie. Cada asiento está separado del siguiente por un apoyabrazos. De los asientos sobresale un respaldo alto, baldaquino o dosel.
La sillería está jerárquicamente ordenada y siempre se encuentran uno o dos puestos de mayor tamaño y con una decoración más elaborada, que estaban reservados al abad o al obispo.

## Misericordias

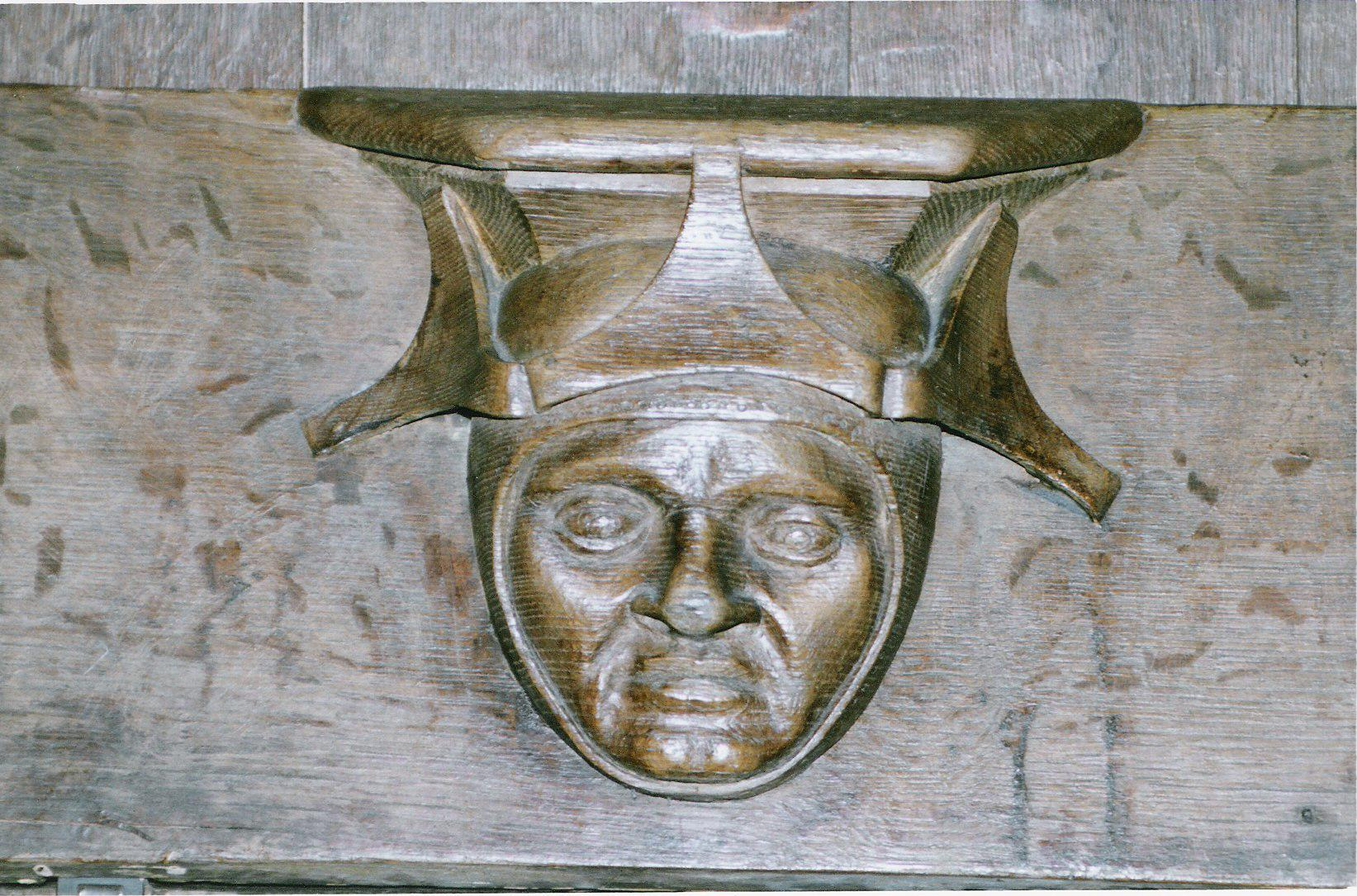
Misericordia esculpida en Bourg-en-Bresse, Francia.

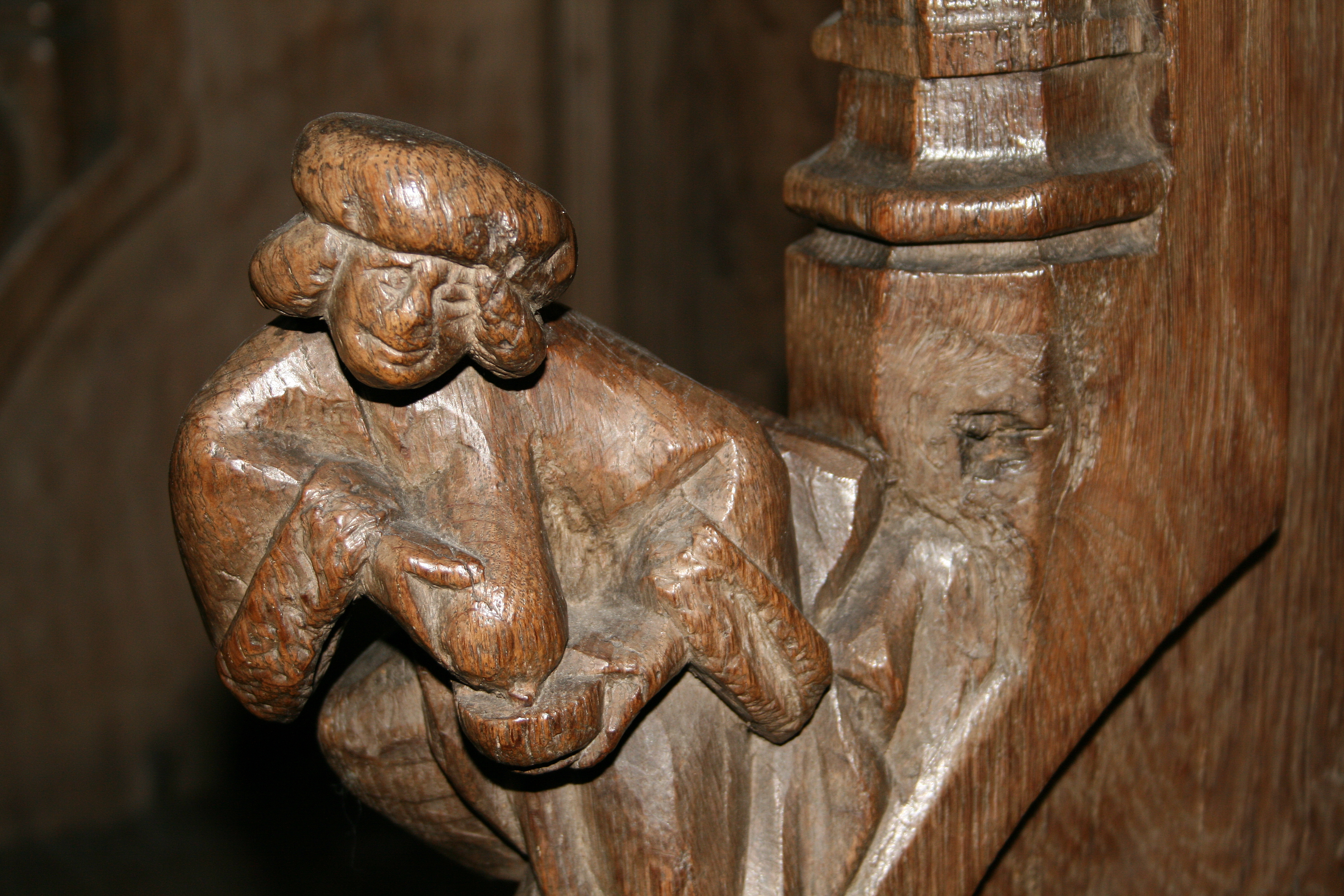
Misericordia esculpida en Walcourt, Bélgica.

Aunque antes del siglo XI se encuentran menciones sobre bastones que los canónigos o monjes colocaban detrás de ellos para apoyarse discretamente durante los rezos mientras se debía permanecer de pie, es durante este siglo cuando aparece por primera vez en los textos el término "misericordia". Se presentaban en forma de pequeños asientos plegables. No todos los canónigos tenían uno por lo que posiblemente solo se reservaban a los de más edad. Algunas misericordias son auténticas obras de arte, de gran diversidad y representan generalmente las debilidades humanas y diferentes tipos de locura, intercalando en algunos casos, seres irreales o escenas obscenas.

## España
Las más notables sillerías de coro que se labraron durante el Renacimiento y el Barroco continuaron la tradición del último periodo gótico. Todas las que ahora se enumeran llevan imaginería en relieve y algunas de ellas tienen verdaderas estatuas en los respaldos acompañándolas siempre variadas labores ornamentales propias del estilo. 
- Pueden clasificarse como de estilo plateresco las sillerías de los coros de las catedrales de Ávila, Toledo (sillas altas), Granada (entre gótico y plateresco), Jaén, Murcia, Burgos, Santo Domingo de la Calzada, Pamplona, Huesca y Barbastro y las El Pilar de Zaragoza (con sus tres series de sillas, única en su género). A ellas deben añadirse las del monasterio de El Parral de Segovia (hoy en el Museo de Madrid), la que fue del monasterio de San Benito de Valladolid (hoy en su museo) y la que hoy está en la Capilla Real de Granada.
- Se califican de estilo clásico más o menos perfecto las de las catedrales de Almería, Cuenca, Tortosa, Lugo y Santiago.
- Se califican de estilo manierista las de la Catedral de Orense y el Convento de San Marcos de León.
- De estilo barroco, las de Salamanca, Córdoba, Orihuela, Guadix y Tuy con la del monasterio de Guadalupe y la de la cartuja de Sevilla.[1]

### Galería

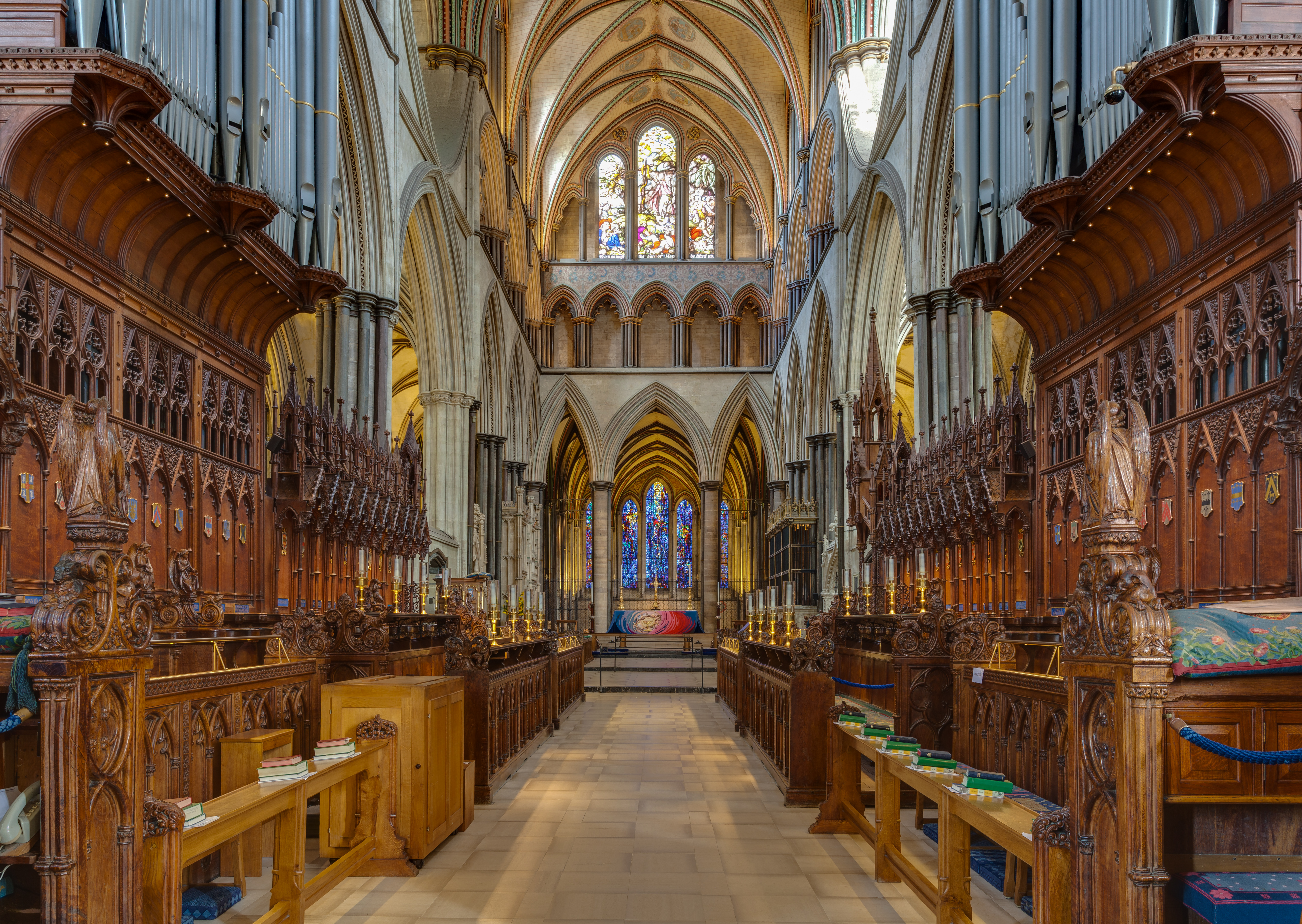
Sillería de la catedral de Salisbury, Salisbury, Inglaterra.
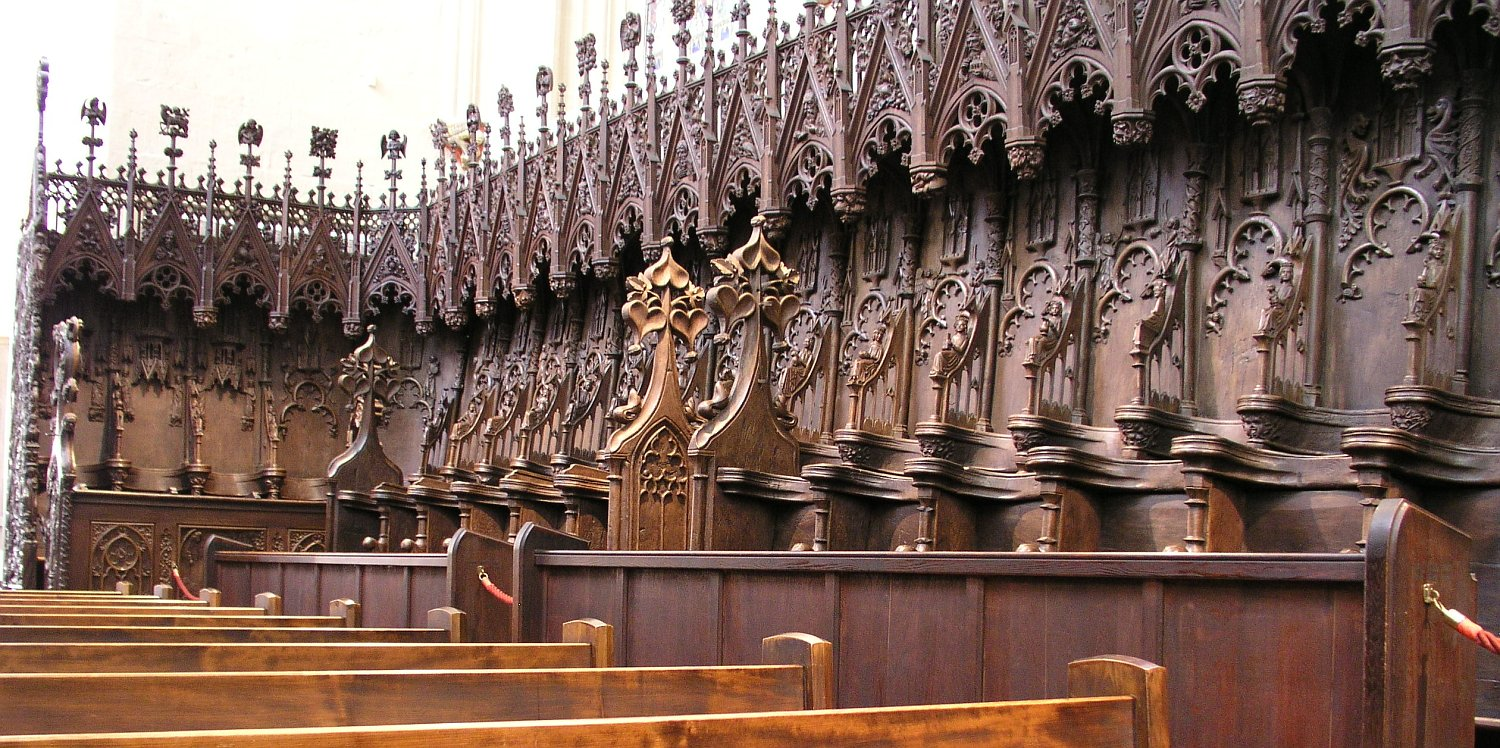
Sillería del coro de la catedral de Erfurt, Alemania.
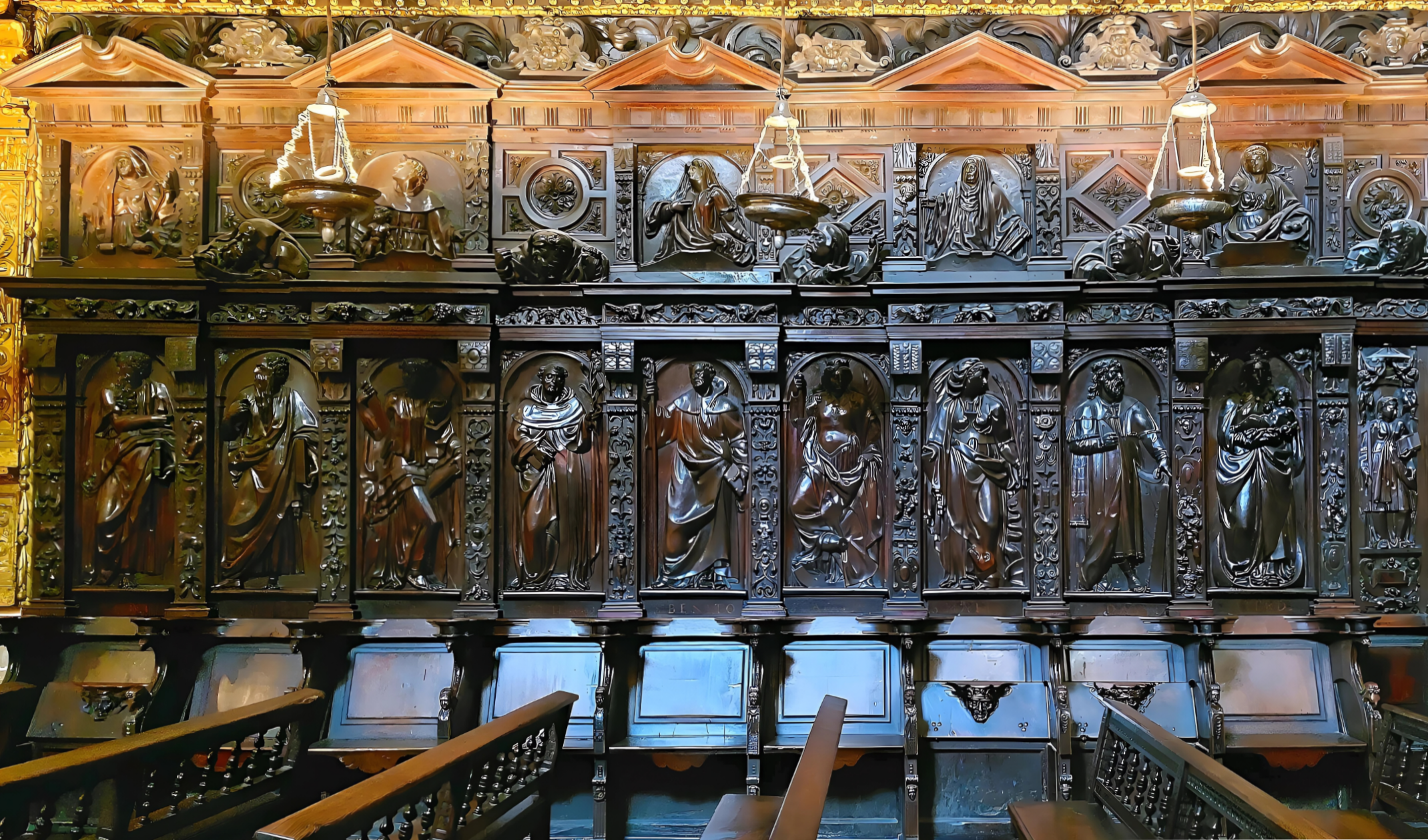
Sillería del coro de la catedral de Orense, Galicia, España.
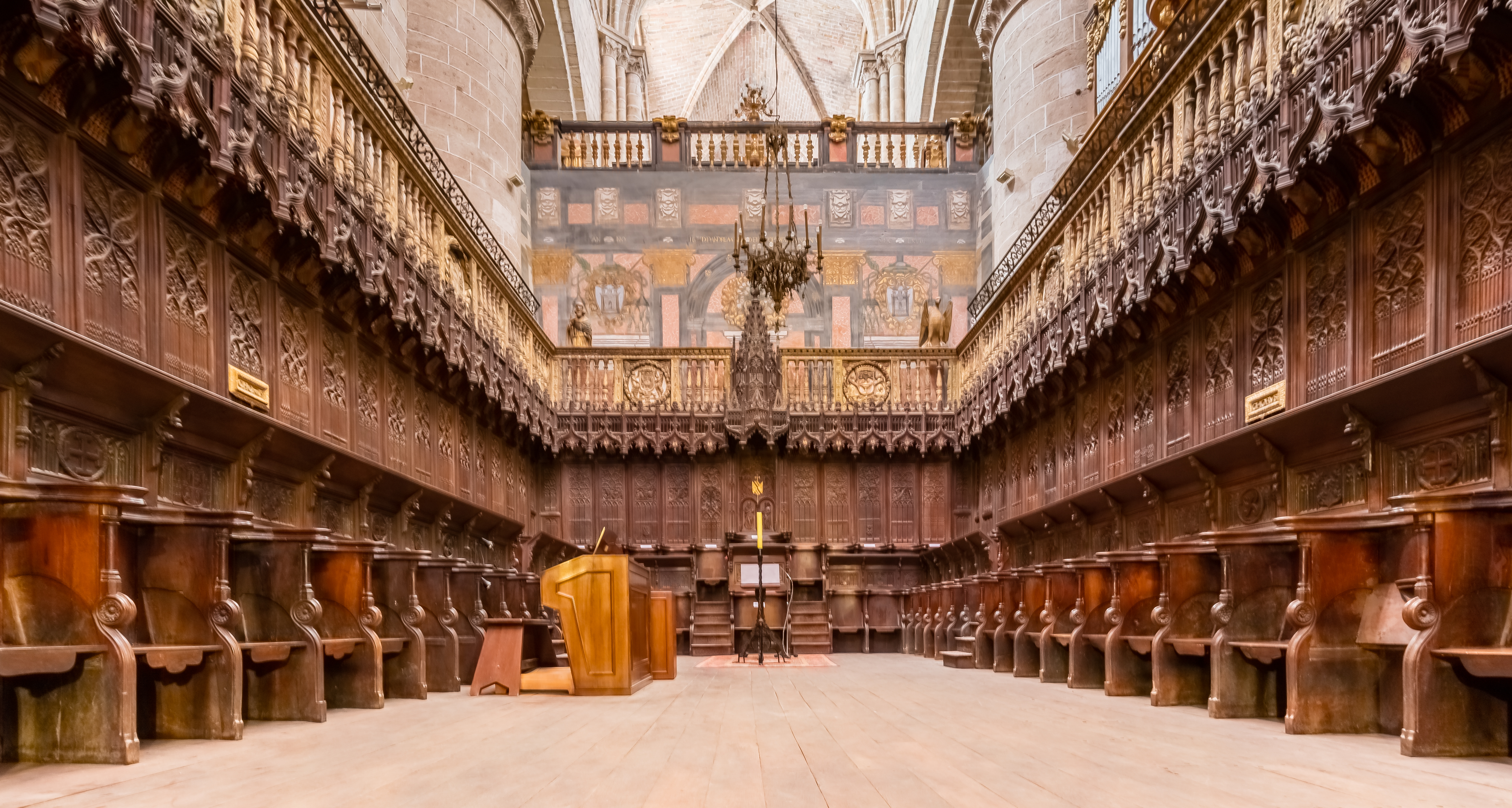
Catedral de Santa María, Sigüenza, España.
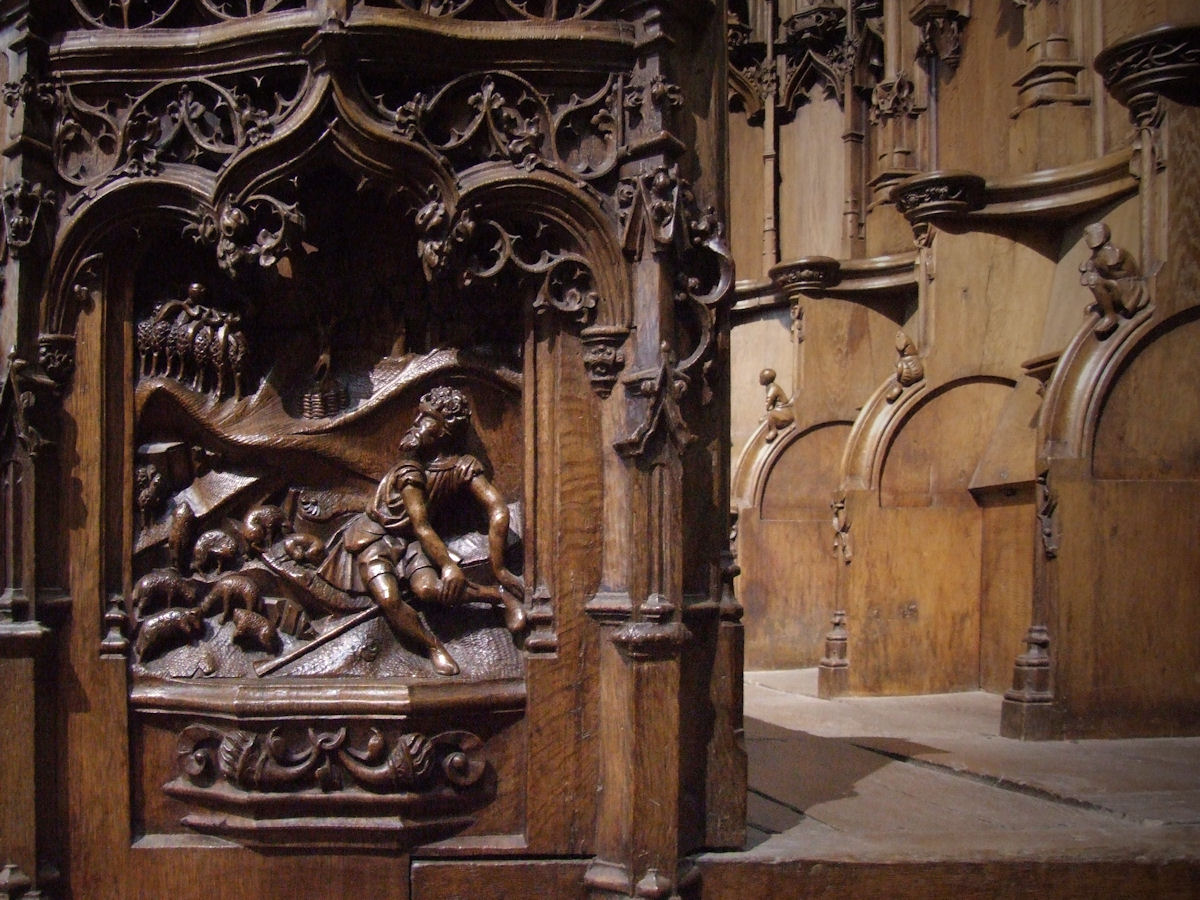
Sillería del coro de la iglesia de Notre-Dame de Bourg-en-Bresse, Francia.
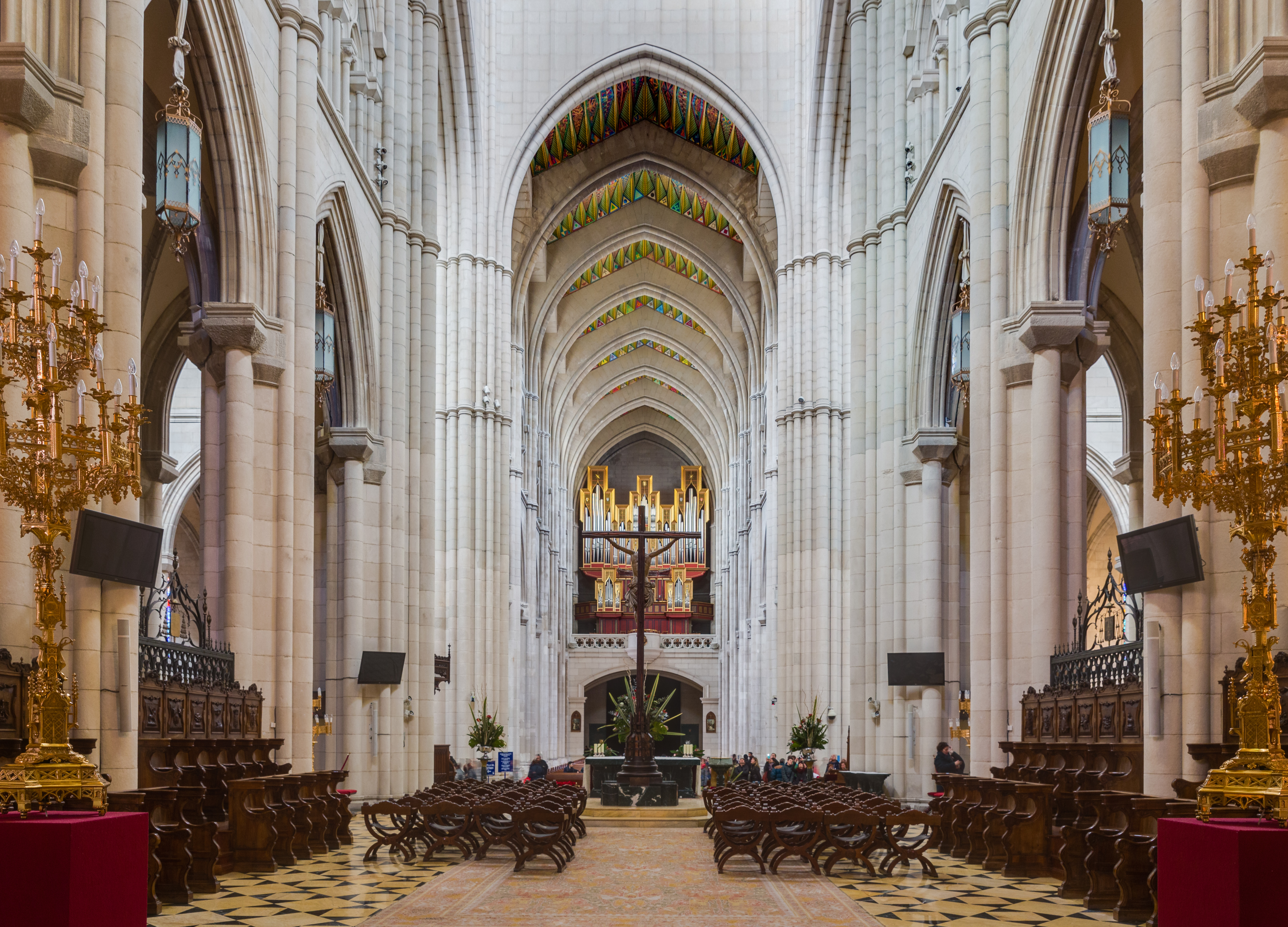
Sillería de la catedral de la Almudena, Madrid, España.
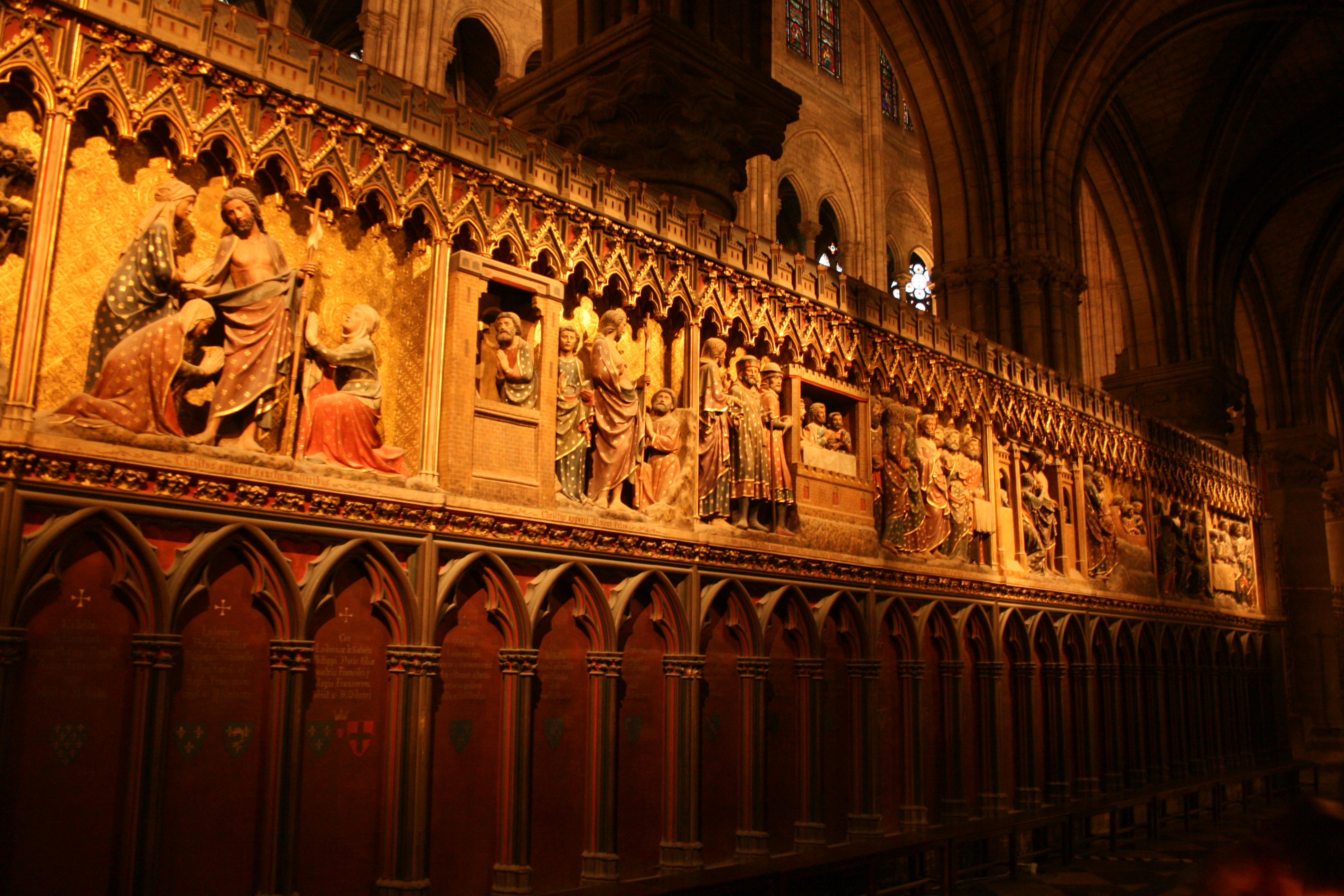
Detalle de la sillería de la catedral de Notre-Dame en París, Francia.
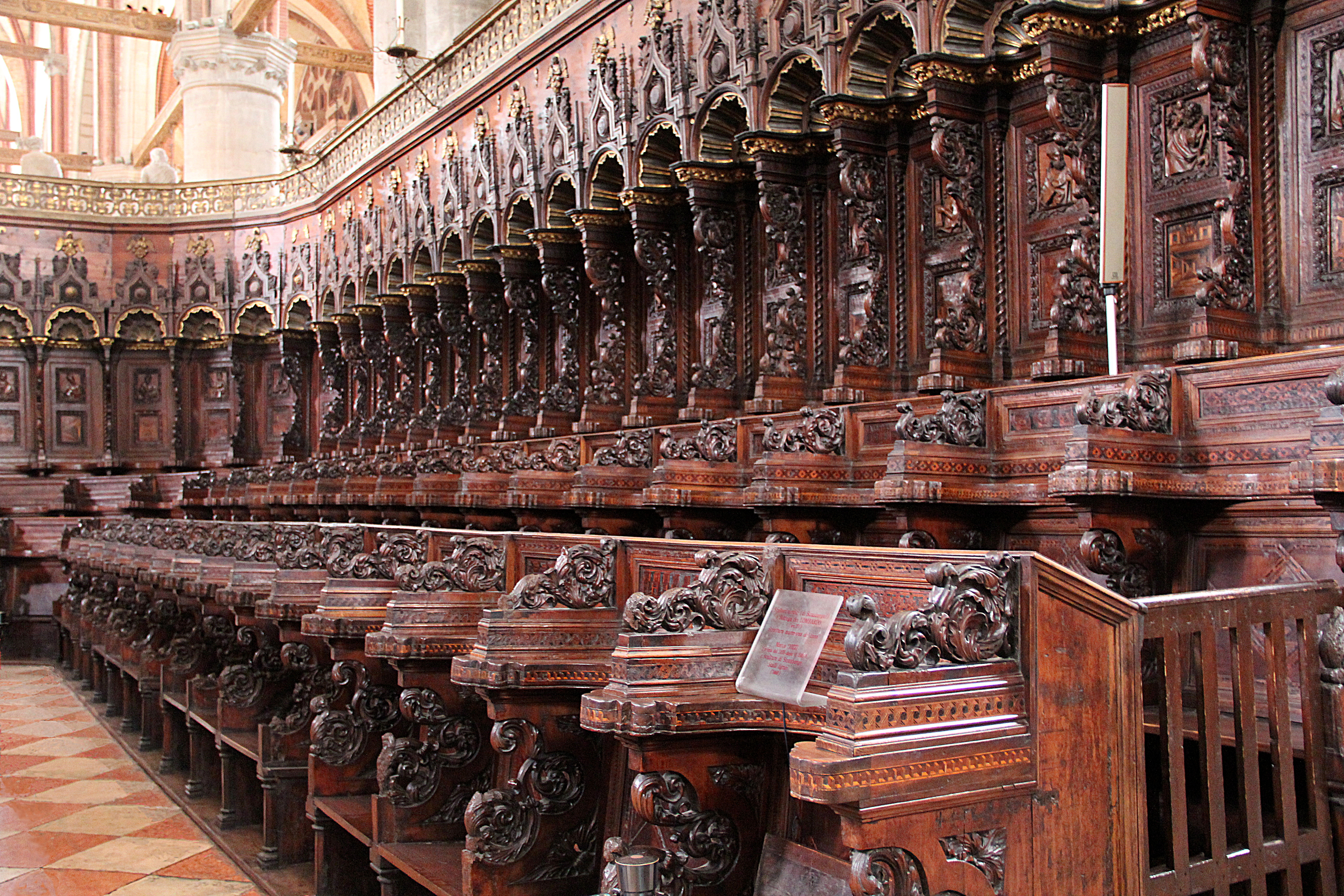
Sillera de la Basílica de Santa María dei Frari (Venecia), Italia.